# Saint-Jean-de-Valériscle
Saint-Jean-de-Valériscle é uma comuna francesa na região administrativa de Occitânia, no departamento de Gard. Estende-se por uma área de 8,15 km². Em 2010 a comuna tinha 664 habitantes (densidade: 81,5 hab./km²).